# Mammillaria picta
Mammillaria picta är en kaktusväxtart som beskrevs av Karl Friedrich Meinshausen. Mammillaria picta ingår i släktet Mammillaria och familjen kaktusväxter. Inga underarter finns listade i Catalogue of Life.

## Bildgalleri

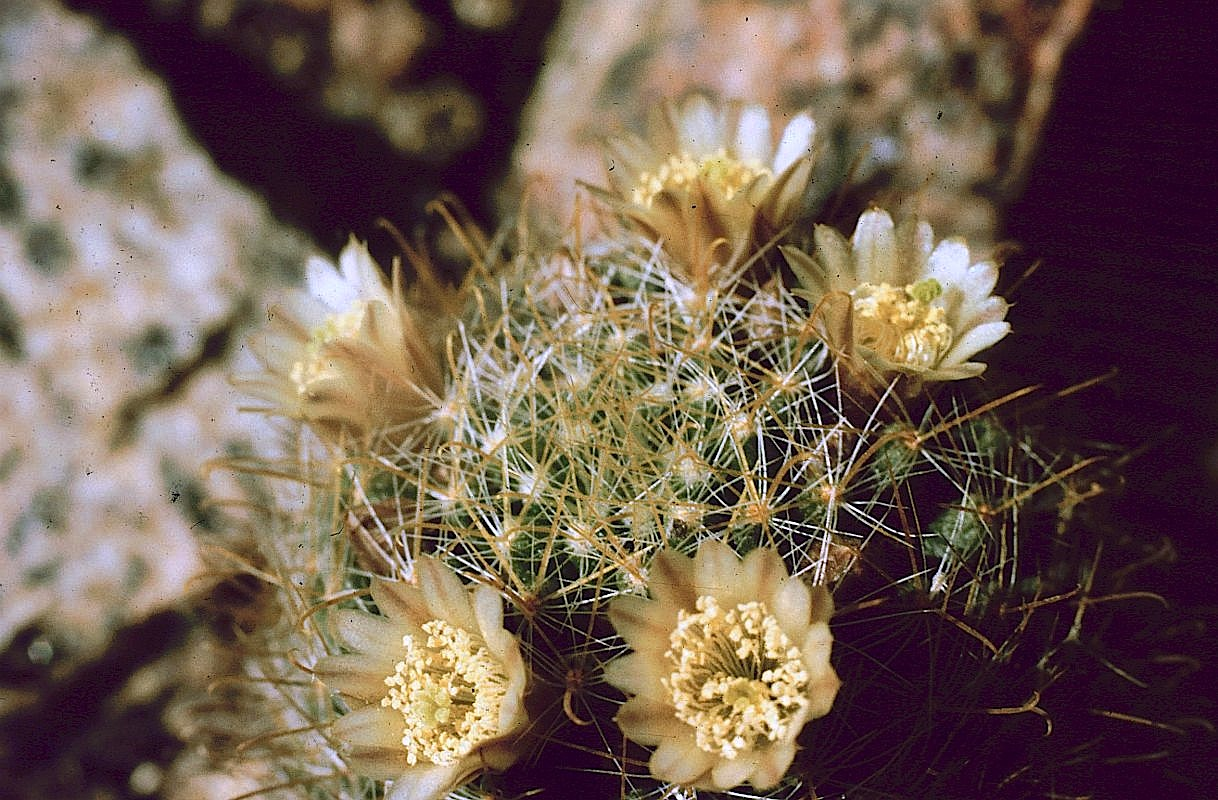
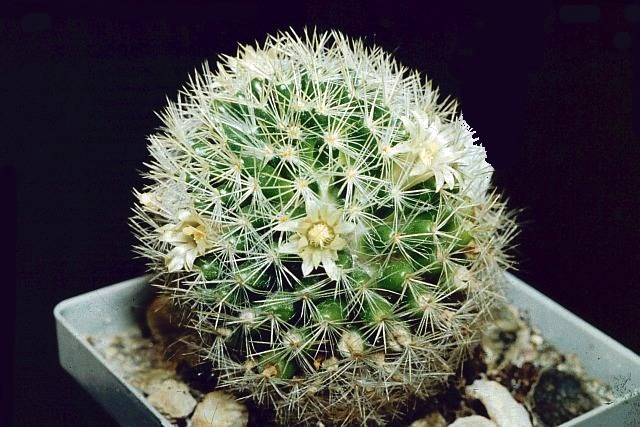